# Fenerbahçe SK (basquete)
A secção de basquetebol do Fenerbahçe Spor Kulübü, também conhecido como Fenerbahçe Beko por motivos de patrocinadores[, (em Turco: Fenerbahçe Erkek Basketbol Takımı) é uma equipe profissional que disputa a BSL e a Euroliga. Manda seus jogos na Ülker Sports Arena em Istanbul, Turquia com capacidade para 13 800 espectadores.

## Títulos[2]
- Ligas Turcas (15): 1956-1957, 1958-1959, 1964-1965, 1990-1991, 2006-2007, 2007-2008, 2009-2010, 2010-2011, 2013-2014, 2015-16, 2016-17, 2017-18, 2021-22, 2023-24, 2024-25

- Copas da Turquia (9): 1966-1967, 2009 - 2010, 2010 - 2011, 2012 - 2013, 2015 - 2016, 2018 - 2019, 2019 - 2020

- Presidential Cup (7): 1989-1990, 1990-1991, 1993-1994, 2006-2007, 2012-2013, 2015-2016, 2016-2017
- Campeonato Turco (3): (competição extinta) 1956-1957, 1958-1959, 1964-1965
- Liga de Istanbul (7): 1954-55, 1955-56, 1956-57, 1962-63, 1963-64, 1964-65, 1965-66
- Copa da Federação (5): 1954, 1958, 1959, 1960, 1961
- Euroliga (2): 2016-17, 2024-25